# Alexandra Eala
Alexandra Maniego Eala (ur. 23 maja 2005 w Quezon City) – filipińska tenisistka, mistrzyni juniorskich turniejów wielkoszlemowych: US Open 2022 w grze pojedynczej oraz Australian Open 2020 i French Open 2021 w grze podwójnej.

## Kariera tenisowa
W karierze wygrała pięć singlowych i trzy deblowe turnieje rangi ITF. 30 czerwca 2025 zajmowała najwyższe miejsce w rankingu singlowym WTA Tour – 56. pozycję, oraz 22 lipca 2024 osiągnęła najwyższą lokatę w deblu – 208. miejsce.
W 2020 roku podczas Australian Open, w parze z Priską Madelyn Nugroho, wygrała turniej deblowy dziewcząt. Podobny sukces osiągnęła rok później, we French Open, grając w parze z Oksaną Sielechmietjewą.
W 2022 roku wygrała juniorski turniej wielkoszlemowy US Open w grze pojedynczej. W finale pokonała Lucie Havlíčkovą 6:2, 6:4.

## Finały turniejów WTA
| Legenda                   | Legenda |
| ------------------------- | ------- |
| Wielki Szlem              |         |
| Igrzyska olimpijskie      |         |
| WTA Tour Championships    |         |
| od 2021                   |         |
| WTA 1000 (obowiązkowe)    |         |
| WTA 1000 (nieobowiązkowe) |         |
| WTA 500                   |         |
| WTA 250                   |         |
| WTA 125                   |         |

### Gra pojedyncza 1 (0–1)
| Końcowy wynik | Nr | Data            | Turniej    | Nawierzchnia | Przeciwniczka | Wynik finału      |
| ------------- | -- | --------------- | ---------- | ------------ | ------------- | ----------------- |
| Finalistka    | 1. | 28 czerwca 2025 | Eastbourne | Trawiasta    | Maya Joint    | 4:6, 6:1, 6:7(10) |

## Wygrane turnieje rangi ITF
| turnieje z pulą nagród 100 000 $ (W100) |
| turnieje z pulą nagród 80 000 $ (W80)   |
| turnieje z pulą nagród 60 000 $ (W75)   |
| turnieje z pulą nagród 40 000 $ (W50)   |
| turnieje z pulą nagród 25 000 $ (W35)   |
| turnieje z pulą nagród 15 000 $ (W15)   |

### Gra pojedyncza
|    | Data       | Turniej         | Naw.   | Przeciwniczka               | Wynik         |
| 1. | 24/01/2021 | Manacor         | Twarda | Yvonne Cavallé Reimers      | 5:7, 6:1, 6:2 |
| 2. | 10/04/2022 | Chiang Rai      | Twarda | Luksika Kumkhum             | 6:4, 6:2      |
| 3. | 04/06/2023 | Yecla           | Twarda | Valentina Ryser             | 6:3, 7:5      |
| 4. | 04/06/2023 | Roehampton      | Twarda | Arina Rodionowa             | 6:2, 6:3      |
| 5. | 21/07/2024 | Vitoria-Gasteiz | Twarda | Victoria Jiménez Kasintseva | 6:4, 6:4      |

## Finały wielkoszlemowych turniejów juniorskich

### Gra pojedyncza (1)
| Końcowy wynik | Rok  | Turniej | Nawierzchnia | Przeciwniczka    | Wynik finału |
| Zwyciężczyni  | 2022 | US Open | Twarda       | Lucie Havlíčková | 6:2, 6:4     |

### Gra podwójna (2)
| Końcowy wynik | Rok  | Turniej         | Nawierzchnia | Partnerka              | Przeciwniczki                          | Wynik finału |
| Zwyciężczyni  | 2020 | Australian Open | Twarda       | Priska Madelyn Nugroho | Živa Falkner Matilda Mutavdzic         | 6:1, 6:2     |
| Zwyciężczyni  | 2021 | French Open     | Ceglana      | Oksana Sielechmietjewa | Marija Bondarienko Amarissa Kiara Tóth | 6:0, 7:5     |